# Llau de la Llacuna
La llau de la Llacuna és una llau afluent del riu de Serradell que discorre íntegrament pel terme de Conca de Dalt, al Pallars Jussà, dins del seu antic terme de Toralla i Serradell, a l'àmbit del poble de Toralla.
Es forma per la unió de la llau de Sant Salvador i un barranquet que baixa del nord d'Arguilers a prop i al sud-oest de Toralla, entre les partides de Seix Curt (migdia), Arguilers (nord-oest) i la Llania (nord-est), des d'on davalla cap al sud-est. Al cap de poc se li uneix la llaueta de Font d'Ou, i passa al sud de la partida de la Llacuna i al nord de les de lo Balessar i lo Seixet. Després passa al sud d'Esplanellars, on s'uneix amb la llaueta del Canemàs per formar, totes dues, el barranc de Mascarell.